# Modèle non standard
En logique mathématique, plus précisément en théorie des modèles, un modèle non standard d'une théorie
est un modèle de celle-ci dont l'ensemble de base est différent du modèle « standard » de la théorie (quand il y en a un), l'exemple le plus courant étant l'ensemble ℕ des entiers muni de ses opérations usuelles, qui est le modèle standard des théories arithmétiques, comme l'arithmétique de Peano. Tout modèle non standard de l'arithmétique de Peano a une copie isomorphe de ℕ (l'interprétation des termes du langage) comme segment initial.
Un modèle non standard peut ou non être élémentairement équivalent au modèle standard, c'est-à-dire satisfaire les mêmes énoncés clos (si oui, c'est un modèle non standard de la théorie du modèle standard, qui est complète par définition). Il peut ou non être une extension du modèle standard et satisfaire les mêmes énoncés clos à paramètres dans le modèle standard, c'est-à-dire en être une extension élémentaire (en).